# Vietnam aux Jeux olympiques d'été de 2012
Le Viêt Nam participe aux Jeux olympiques d'été de 2012 à Londres. Il s'agit de sa 14e participation aux Jeux olympiques d'été.

## Médaillés
| Médaille | Nom               | Sport         | Compétition           | Date       |
| -------- | ----------------- | ------------- | --------------------- | ---------- |
| Bronze   | Trần Lê Quốc Toàn | Haltérophilie | Moins de 56 kg hommes | 29 juillet |

## Aviron
Femmes
| Athlète                    | Compétition                 | Séries         | Séries | Repêchage      | Repêchage | Quarts de finale | Quarts de finale | Demi-finales | Demi-finales | Finales        | Finales |
| Athlète                    | Compétition                 | Temps          | Rang   | Temps          | Rang      | Temps            | Rang             | Temps        | Rang         | Temps          | Rang    |
| -------------------------- | --------------------------- | -------------- | ------ | -------------- | --------- | ---------------- | ---------------- | ------------ | ------------ | -------------- | ------- |
| Phạm Thị Hài Phạm Thị Thảo | Deux de couple poids légers | 7 min 50 s 060 | 5      | 7 min 37 s 640 | 4         | -                | -                | -            | -            | 7 min 51 s 820 | 4       |

## Badminton
| Athlète          | Compétition      | Phase de groupe                  | Phase de groupe                    | Phase de groupe | 8e de finale     | Quarts de finale | Demi-finales     | Finale           | Finale |
| Athlète          | Compétition      | Adversaire Score                 | Adversaire Score                   | Rang            | Adversaire Score | Adversaire Score | Adversaire Score | Adversaire Score | Rang   |
| ---------------- | ---------------- | -------------------------------- | ---------------------------------- | --------------- | ---------------- | ---------------- | ---------------- | ---------------- | ------ |
| Nguyễn Tiến Minh | Simple messieurs | Yuan Tan (BEL) 17-21 21-10 21-14 | Kashyap Parupalli (IND) 9-21 14-21 | 2               |                  |                  |                  |                  |        |

## Escrime
Hommes
| Athlète          | Compétition       | 1/32 de finale   | 1/16 de finale   | 1/8 de finale    | Quarts de finale | Demi-finales     | Finale           | Finale |
| Athlète          | Compétition       | Adversaire Score | Adversaire Score | Adversaire Score | Adversaire Score | Adversaire Score | Adversaire Score | Rang   |
| ---------------- | ----------------- | ---------------- | ---------------- | ---------------- | ---------------- | ---------------- | ---------------- | ------ |
| Nguyễn Tiến Nhật | Épée individuelle |                  |                  |                  |                  |                  |                  |        |

## Gymnastique

### Artistique
Hommes
| Athlète         | Compétition | Appareils | Appareils | Appareils | Appareils | Qualification | Qualification | Appareils | Appareils | Appareils | Appareils | Finale | Finale |
| Athlète         | Compétition | S         | SC        | BA        | P         | Total         | Rang          | S         | SC        | BA        | P         | Total  | Rang   |
| --------------- | ----------- | --------- | --------- | --------- | --------- | ------------- | ------------- | --------- | --------- | --------- | --------- | ------ | ------ |
| Phạm Phước Hưng | Individuel  |           |           |           |           |               |               |           |           |           |           |        |        |

Femmes
| Athlète            | Compétition    | Appareils | Appareils | Appareils | Appareils | Qualification | Qualification | Appareils | Appareils | Appareils | Appareils | Finale | Finale |
| Athlète            | Compétition    | S         | SC        | BA        | P         | Total         | Rang          | S         | SC        | BA        | P         | Total  | Rang   |
| ------------------ | -------------- | --------- | --------- | --------- | --------- | ------------- | ------------- | --------- | --------- | --------- | --------- | ------ | ------ |
| Phan Thị Hà Thanh  | Individuel     |           |           |           |           |               |               |           |           |           |           |        |        |
| Phan Thị Hà Thanh  | Saut de cheval | NC        |           | NC        | NC        |               |               | NC        |           | NC        | NC        |        |        |
| Đỗ Thị Ngân Thương | Individuel     |           |           |           |           |               |               |           |           |           |           |        |        |

## Judo
| Athlète     | Compétition           | 1/16 de finale          | 1/8 de finale       | Quarts de finale    | Demi-finales        | Repêchage 1         | Repêchage 2         | Finale              | Finale |
| Athlète     | Compétition           | Adversaire Résultat     | Adversaire Résultat | Adversaire Résultat | Adversaire Résultat | Adversaire Résultat | Adversaire Résultat | Adversaire Résultat | Rang   |
| ----------- | --------------------- | ----------------------- | ------------------- | ------------------- | ------------------- | ------------------- | ------------------- | ------------------- | ------ |
| Văn Ngọc Tú | Moins de 48 kg femmes | Sarah Menenez 002 / 000 | -                   | -                   | -                   | -                   | -                   | -                   | -      |

## Tir
Hommes
| Athlète         | Compétition                  | Qualification | Qualification | Finale | Finale |
| Athlète         | Compétition                  | Points        | Rang          | Points | Rang   |
| --------------- | ---------------------------- | ------------- | ------------- | ------ | ------ |
| Hoàng Xuân Vinh | Pistolet à 10 m air comprimé | 582           | 9e            | NC     | NC     |
| Hoàng Xuân Vinh | Pistolet à 50 m              |               |               |        |        |

Femmes
| Athlète           | Compétition                  | Qualification | Qualification | Finale | Finale |
| Athlète           | Compétition                  | Points        | Rang          | Points | Rang   |
| ----------------- | ---------------------------- | ------------- | ------------- | ------ | ------ |
| Lê Thị Hoàng Ngọc | Pistolet à 25 m              | 574           | 32e           | NC     | NC     |
| Lê Thị Hoàng Ngọc | Pistolet à 10 m air comprimé | 379           | 21e           | NC     | NC     |